# Pedenosso
Pedenosso è una frazione del comune di Valdidentro in provincia di Sondrio
È situata nell'alta Valtellina, all'estremo settentrionale della Lombardia e dell'Italia, a meno di 2 km a nord capoluogo comunale (sito a Isolaccia), dentro il Parco nazionale dello Stelvio. Adagiata sul versante della montagna, è posta sulla strada che sale alla Valle di Fraele ed ai Laghi di Cancano. Il paese è dominato dalla Chiesa-fortezza intitolata ai Ss.  Martino e Urbano.